# Kahaono hanuala
Kahaono hanuala är en insektsart som beskrevs av George Willis Kirkaldy 1906. Kahaono hanuala ingår i släktet Kahaono och familjen dvärgstritar. Inga underarter finns listade i Catalogue of Life.